# القضابة
القضابة إحدى قرى مركز بسيون التابع لمحافظة الغربية بجمهورية مصر العربية. تمر بالقرية ترعة الباجورية والتي تنقسم عندها إلى بحر نشرت وترعة القضابة.

## التاريخ
قرية القضابة من القرى القديمة، حيث وردت باسم «قُطابه» في أعمال الغربية ضمن قرى الروك الصلاحي التي أحصاها ابن مماتي في كتاب قوانين الدواوين، كما وردت باسم «القضابة» في أعمال الغربية ضمن قرى الروك الناصري التي أحصاها ابن الجيعان في كتاب «التحفة السنية بأسماء البلاد المصرية».

## السكان
بلغ عدد سكان القضابة 12,858 نسمة حسب تقدير عام 2018.
| السنة  | 1882 | 1897 | 1907 | 1927 | 1947 | 1960 | 1976 | 1986 | 1996   | 2006   | 2018   |
| ------ | ---- | ---- | ---- | ---- | ---- | ---- | ---- | ---- | ------ | ------ | ------ |
| القرية | 3343 | 4354 | 4751 | 5285 | 5859 | 6577 | 7191 | 8760 | 10,110 | 11,736 | 12,858 |

## الأعلام
- عبد الفتاح باشا حسن (1902 - 1984) سياسي وقانوني ومحامي شغل عدة منصب وزير للدولة وزير الخارجية بالإنابة ووزير الشئون الاجتماعية.[15][16]